# Wolfram von Eschenbach
Wolfram von Eschenbach (1160/1180 körül – 1220 körül) középfelnémet nyelven alkotó költő, a Grál-költészet egyik képviselője.

## Élete és művei
Régi nemes frank családból származott, mivel nem volt elsőszülőtt, a szegénységgel kezdve járta a német fejedelmek udvarát. 1204-ben I. Hermann türingiai tartománygróf udvarába jutott, és Hermann megbízásából francia költeményeket felhasználva alkott meg saját műveit. Egy kései monda őt nevezi meg a wartburgi dalnokverseny egyik fő szereplőjeként. Művei:
- dalok
- a Parzival, amelyet 1210-ben. fejezett be. Eredetije részben Chrétien de Troyes Le conte de Graal c. műve, részben egy provencei Kyos nevü költőnek munkája;[1]
- a töredékként fennmaradt Villehalmot (epizód Orangei Szent Vilmos életéből), amely egy ófrancia hősköltemény nyomán készült;[1]
- harmadik műve a szintén csak töredékeiben ismeretes Titurel (megkülönböztetendő az Ifjabb Titurel-tól, amelyet Albrecht von Scharfenberg alkotott meg).[1]

Valamennyi művét nemcsak a bennük rejlő tehetség, hanem az utókorra gyakorolt hatásuk teszi jelentőssé.

## Magyarul
- Wolfram Parzivaljának bevezetése; ford., jegyz. Travnik Jenő; Egyházmegyei Ny., Győr, 1927
- Werner Heiduczek: Parszifál; ford. Koncsek László; Móra, Bp., 1979 (ifjúsági átdolgozás)
- Parsifal, a XXI. század embere; Wolfram von Eschenbach műve alapján összeáll. Bistey Zsuzsa, ill. David Newbatt; Arkánum Szellemi Iskola, Ispánk, 2003
- Parzival, 1-2.; ford. Tandori Dezső, jegyz. Nagy Márta; Kláris, Bp., 2004 (Cháris könyvek)
- Parzival; átdolg. Mesterházy Mária; Genius, Bp., 2022
- Parsifal; Wolfram von Eschenbach nyomán szöveg Szentkúti Márta; Lemniszkáta Meseház Bt., Keszthely, 2022 (Castellum könyvek)

## Ajánlott irodalom
- H. Boros Vilma: Parszifál (Bp., é.n. [1945 előtt])
- Germán, kelta regék és mondák (Bp., 1965, 1982)
- Werner Heiduczek: Parszifál (Bp., 1978)
- Vámosi Nagy István: Merlin, a bárd és Wagner, a zeneköltő (Szeged, 1984; 1985)
- Parsifal a XXI. század embere (Arkánum Szellemi Iskola, 2003) Eschenbach művének prózai fordítása. A könyv elő- és utószava  Archiválva 2007. szeptember 27-i dátummal a Wayback Machine-ben
- Wolfram von Eschenbach: Parzival (Kláris, 2004)
- Richard Wagner: Parsifal. Magasztos ünnepi színjáték, 1882. Szövegkönyv a motívumok feltüntetésével; ford. Jánszky Lengyel Jenő, sajtó alá rend. Király László, Vajai Balázs; Wagner Ring Alapítvány, Bp., 2017